# Pyriflegethón
Pyriflegethón či Flegethón (starořecky Πυριφλεγέθων „ohněm planoucí“ či Φλεγέθων „planoucí) je v řecké mytologii jedna z pěti podsvětních řek, společně se Styx, Léthé, Kokýtem a Acherónem.
V antické literatuře je tato řeka zmiňována jen spoře: Homérova Odysseia zmiňuje jen že se Pyriflegethón na počátku Hádu vlévá do Acherónu, Platónův Faidón že mezi Ókeanem a Acherónem a na zem z něj pronikají proudy lávy, podle Ovidiových Proměn Démétér vychrstla vodu z této řeky do tváře Hádova zahradníka Askalafa.